# إسحاق ياكوب شميت
إسحاق ياكوب شميت هو كاتب ومبشر ومترجم هولندي، ولد في 4 أكتوبر 1779 في أمستردام في هولندا، وتوفي في 27 أغسطس 1847 في سانت بطرسبرغ في روسيا.